# هنری ایرینگ
هنری ایرینگ (انگلیسی: Henry Eyring؛ زاده ۲۰ فوریهٔ ۱۹۰۱ درگذشته ۲۶ دسامبر ۱۹۸۱) یک شیمی‌دان اهل ایالات متحده آمریکا بود.